# Великі князі владимирські
Список верховних князів Володимиро-Суздальщини. Охоплює період з відокремлення Ростово-Суздальського князівства від Києва близько 1113 до моменту поглинання Великого князівства Володимирського князівством Московським до 1389. 
| За заповітом Ярослава Мудрого Ростов разом із іншими містами Ростовщини став володінням його сина, Всеволода Ярославича, куди той посилав намісників. Після розділу Русі між синами Володимира Мономаха 1125 року Ростовська земля відійшла Юрію Долгорукому, який переніс до Суздалі центр князівства, що в літературі часто називається Ростовсько-Суздальським . Відокремлення князівства відбулося під час правління Юрія Долгорукого. У 1125 столиця князівства перенесена в Суздаль, а в 1155 — у Владимир. |         |                   |                |                                                   |
| Князі Ростово-Суздальські |         |                   |                |                                                   |
| Ім'я | Портрет | Роки життя        | Роки правління | Інші столи                                        |
| Юрій Володимирович Долгорукий |         | ? — 1157          | 1113 — 1157    | Великий князь Київський, 1149 — 1151, 1155 — 1157 |
| Андрій Юрійович Боголюбський |         | прибл.1111 — 1174 | 1157 — 1174    |                                                   |
| У 1169 Андрій Боголюбський захопив і розорив "мати міст руських" - Київ - і був визнаний великим князем, але при цьому не відмовився від своїх володінь заради заняття київського столу, як відбувалося раніше. З цього часу Володимиро-Суздальщина з центром у Володимирі отримує великокняжий статус і стає серйозним противником руським землям. Після монгольської навали володимирські князі Ярослав Всеволодович (1243) і його син Олександр Невський (1249) за свою покору і прислужування були визнані в Орді головними васалами на Русі. З початку XIV століття володимирські великі князі стали використовувати в своєму великокняжому титулі приставку «всія Русі». |         |                   |                |                                                   |

| Великі князі Володимирські |         |                   |                | |
| Ім'я | Портрет | Роки життя        | Роки правління | Інші столи |
| Ярополк Ростиславич |         | ? — після 1196    | 1174 — 1175    | |
| Михалко Юрійович |         | ? — 1176          | 1175 — 1176    | |
| Всеволод Юрійович Велике Гніздо |         | 1154 — 1212       | 1176 — 1212    | Великий князь Київський, 1173 |
| Юрій Всеволодович |         | 1188 — 1238       | 1212 — 1216    | |
| Костянтин Всеволодович |         | 1186 — 1218       | 1216 — 1218    | кн. Новгородський, 1205 — 1207 |
| Юрій Всеволодович (повторно) |         |                   | 1218 — 1238    | |
| Ярослав Всеволодович |         | 1191 — 1246       | 1238 — 1246    | кн. Переяславський, 1201 — 1206 кн. Рязанський, 1208 кн. Новгородський, 1215 — 1216, 1222 — 1223, 1226 — 1229, 1231 — 1236 В. кн. Київський, 1236 — 1238, 1243 — 1246 |
| Святослав Всеволодович |         | 1196 — 1252       | 1246 — 1248    | кн. Новгородський, 1200 — 1205, 1207 — 1210 |
| Михайло Ярославович Хоробрит |         | можл.1229 — 1248  | 1248           | |
| Андрій Ярославич |         | прибл.1222 — 1264 | 1248 — 1252    | |
| Олександр Ярославич Невський |         | 1221 — 1263       | 1252 — 1263    | кн. Новгородський, 1236 — 1240, 1241 — 1252, 1257 — 1263 Великий князь Київський, 1249 — 1263                                                                         |
| Олександр Невський був останнім князем, що княжив безпосередньо у Володимирі. Після його смерті Володимиро-Суздальщина розпалася на півтора десятка князівств. Територію власне Великого князівства Володимирського отримував в Орді за васальну залежність по ярлику один з удільних князів, який здійснював у Володимирі обряд інтронізації, але залишався жити в родовому князівстві. Оскільки територія Великого князівства Володимирського залишалася достатньо великою, її володар отримував не лише формальне верховенство, а й реальну перевагу сил над іншими князями. |         |                   |                | |

| Ярослав Ярославович Тверський |  | 1230 — 1271       | 1263 — 1271 | кн. Тверський, 1247 — 1271 кн. Новгородський, 1255 — 1256 кн. Новгородський, 1266 — 1267                                                                           |
| Василь Ярославич Костромський |  | 1241 — 1276       | 1272 — 1276 | кн. Костромський, 1247 — 1276 |
| Дмитро Олександрович Переяславський |  | 1250 — 1294       | 1276 — 1281 | кн. Переяславль-Залеський, 1263 — 1294 кн. Новгородський, 1260 — 1263 кн. Новгородський, 1272 — 1273 кн. Новгородський, 1276 — 1281 кн. Новгородський, 1285 — 1292 |
| Андрій Олександрович Городецький |  | прибл.1255 — 1304 | 1281 — 1283 | кн. Городецький, 1264 — 1276 кн. Костромський, 1276 — 1293 кн. Новгородський, 1281 — 1285 кн. Новгородський, 1292 — 1304 кн. Костромський, 1296 — 1304             |
| Дмитро Олександрович Переяславський (повторно) |  |                   | 1283 — 1294 | |
| Андрій Олександрович Городецький (повторно) |  |                   | 1294 — 1304 | |
| Михайло Ярославович Тверський |  | 1271 — 1318       | 1304 — 1318 | кн. Тверський, 1282/1286 — 1318 |
| Юрій Данилович Московський |  | 1281 — 1325       | 1319 — 1322 | кн. Московський, 1303 — 1325 кн. Новгородський, 1322 — 1325 |
| Дмитро Михайлович Грізні Очи Тверський |  | 1299 — 1326       | 1322 — 1326 | кн. Тверський, 1318 — 1326 |
| Олександр Михайлович Тверський |  | 1301 — 1339       | 1326 — 1327 | кн. Новгородський, 1325 — 1327 кн. Тверський, 1326 — 1327 кн. Тверський, 1338 — 1339                                                                               |
| Олександр Васильович Суздальський |  | ? — 1331          | 1328 — 1331 | кн. Суздальський, 1309 — 1331 |
| Іван Данилович Калита Московський |  | 1288 — 1340       | 1331 — 1340 | кн. Московський, 1325 — 1340 кн. Новгородський, 1328 — 1337 |
| Симеон Іванович Гордий Московський |  | 1317 — 1353       | 1340 — 1353 | кн. Московський, 1340 — 1353 кн. Новгородський, 1346 — 1353 |
| Іван Іванович Червоний Московський |  | 1326 — 1359       | 1353 — 1359 | кн. Московський, 1353 — 1359 кн. Новгородський, 1355 — 1359 |
| Дмитро Костянтинович Нижньогородський-Суздальський |  | 1322 — 1383       | 1360 — 1363 | кн. Суздальський, 1355 — 1365 В. кн. Нижньогородсько-Суздальський, 1365 — 1383                                                                                     |
| Дмитро Іванович Донський Московський |  | 1350 — 1389       | 1363 — 1389 | кн. Московський, 1359 — 1389 |
| У 1389 за заповітом Дмитра Донського його син Василь Дмитрович прийняв велике князювання як «свою отчину». З цього часу князівства Володимирське та Московське невіддільні один від одного. Далі див. Великі князі Московські |  |                   |             | |